# Tichý potok (Libavá)

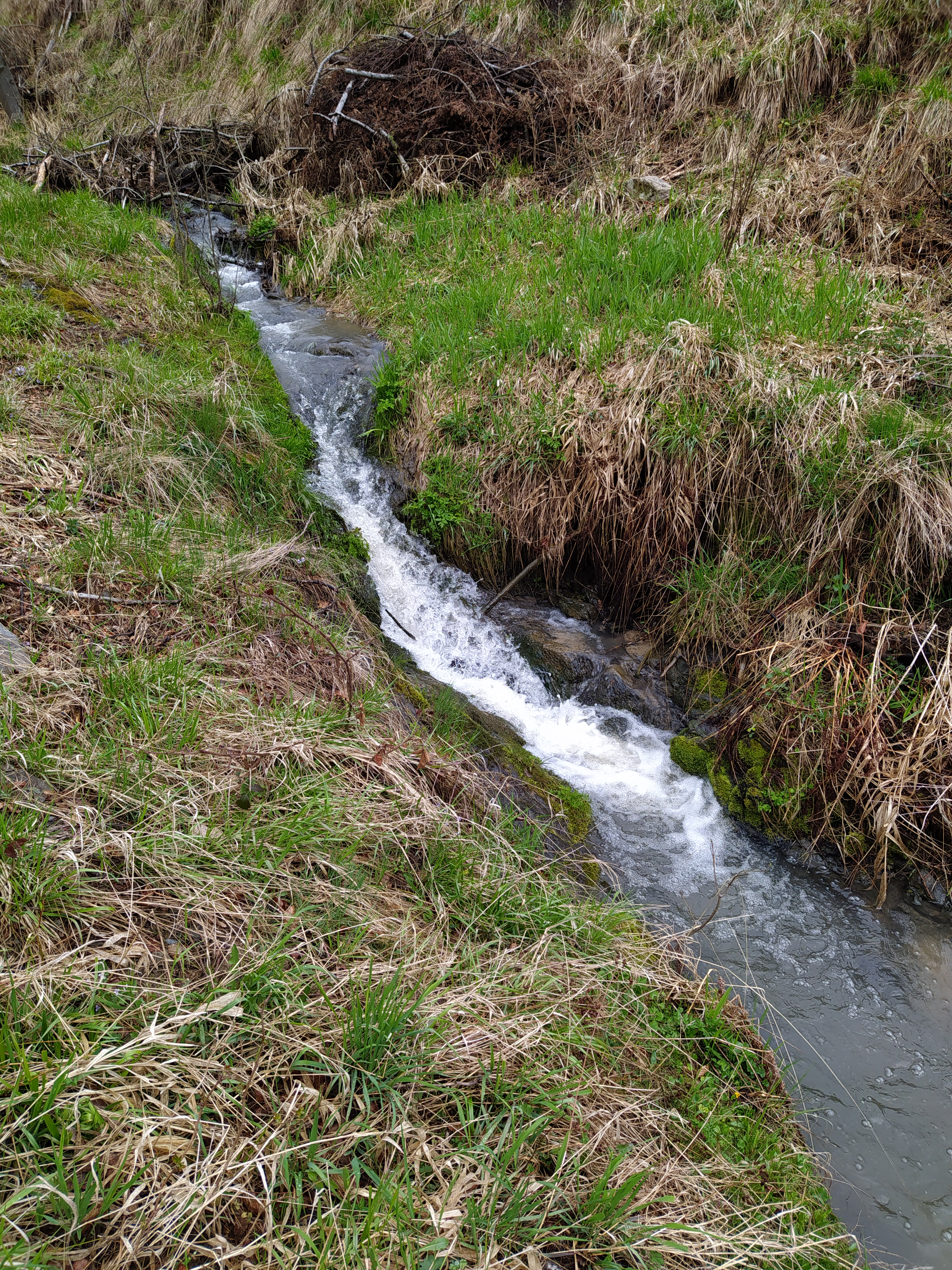
Malá kaskáda na Tichém potoce

Tichý potok pramení nedaleko polní cesty pod vrchem Ragulův kopec (mezi vesnicemi Podlesí, Staré Oldřůvky a městem Budišov nad Budišovkou) v Oderských vrších (části Nízkého Jeseníku). Potok je krátký a teče převážně jižním směrem. Přibližně 350 metrů pod pramenem je potok přehrazen nádrží (malým rybníčkem). Potok neprotéká obydlenými oblastmi a větší část toku vede okrajovými oblastmi vojenského újezdu Libavá, které jsou přístupné jen v určených dnech v týdnu. Potok protéká tichým údolím mimo hlavní trasy vojenského újezdu Libavá a na své cestě místy teče po obnažené skále (Malá kaskáda na Tichém potoce). Potok se vlévá zleva do řeky Odry. Soutok s Odrou je nedaleko kamenného moře a geologického zlomu s pravoúhlým ohybem řeky Odry a ruin Nového Mlýna.